# Neolaparus lugubris
Neolaparus lugubris är en tvåvingeart som beskrevs av Becker 1909. Neolaparus lugubris ingår i släktet Neolaparus och familjen rovflugor.
Artens utbredningsområde är Kenya. Inga underarter finns listade i Catalogue of Life.